# Aerides orthocentra
Aerides orthocentra är en orkidéart som beskrevs av Hand.-mazz. Aerides orthocentra ingår i släktet Aerides och familjen orkidéer. Inga underarter finns listade i Catalogue of Life.